# Cluses
Cluses (Savoyaards: Clluses) is een gemeente in het Franse departement Haute-Savoie (regio Auvergne-Rhône-Alpes). Cluses telde op 1 januari 2022 17.366 inwoners. De plaats maakt deel uit van het arrondissement Bonneville. De gemeente is een industrieel centrum.

## Geschiedenis
Cluses heeft een geschiedenis van ongeveer 700 jaar. De industriële ontwikkeling van de stad begon in de 18e eeuw toen horlogemakers uit Genève zich vestigden in Cluses. In 1844 werd Cluses getroffen door een zware stadsbrand. De koning van Piëmont-Sardinië liet de stad heropbouwen volgens een modern, regelmatig stratenplan. Er kwam ook een school voor horlogebouwers. In 1860 werd Cluses met de rest van Savoye Frans. In de 20e eeuw ontwikkelde Cluses zich vanuit de horloge-industrie tot een centrum voor de metaalbewerking. In de Trente Glorieuses na de Tweede Wereldoorlog kende de gemeente een sterke demografische groei en werden nieuwe wijken als Les Ewües en La Sardagne opgetrokken.

## Geografie
De oppervlakte van Cluses bedroeg op 1 januari 2022 10,46 vierkante kilometer; de bevolkingsdichtheid was toen 1.660,2 inwoners per km². De Arve stroomt door de gemeente.
De onderstaande kaart toont de ligging van Cluses met de belangrijkste infrastructuur en aangrenzende gemeenten.

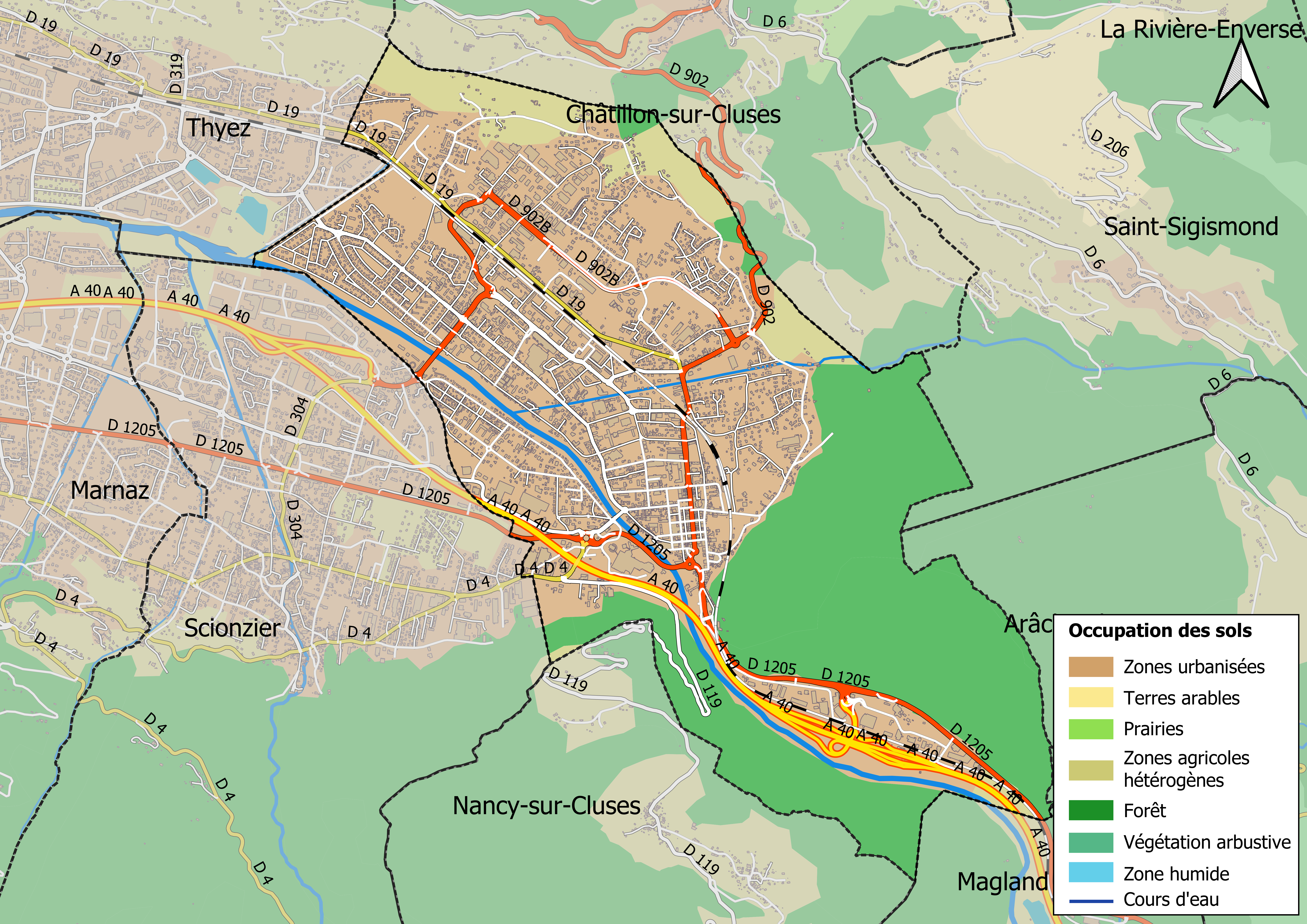

## Demografie
Onderstaande figuur toont het verloop van het inwonertal (bron: INSEE-tellingen).

## Bezienswaardigheden

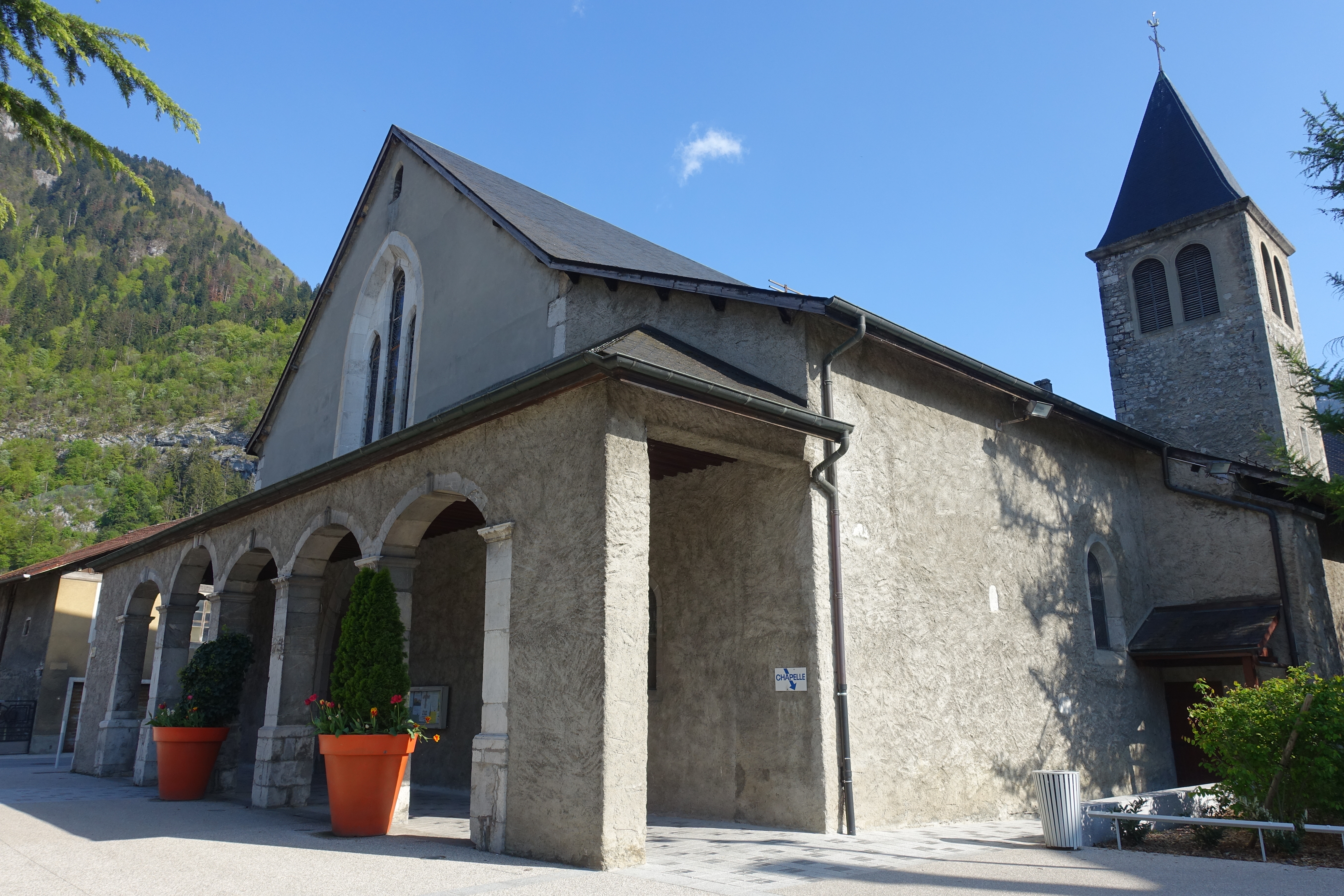
Kerk Saint-Nicolas

De kerk Saint-Nicolas, de voormalige kloosterkerk van het franciscanenklooster, is het oudste gebouw van Cluses. Dit klooster werd gesticht in de 15e eeuw. In de gemeente ligt het Musée de l'horlogerie et du décolletage met een collectie omtrent het industrieel verleden van Cluses.

## Verkeer en vervoer
De autosnelweg A40 loopt door de gemeente. In de gemeente ligt spoorwegstation Cluses.

## Sport
Cluses was drie keer etappeplaats in de wielerkoers Ronde van Frankrijk. De Let Pjotr Oegroemov (1994) en Italiaan Dario Frigo (2002) wonnen er een etappe. In 2021 startte in Cluses een etappe naar Tignes.

## Geboren in Cluses
- Anthony Benna (1987), freestyleskiër